# Эгерштром, Николай Фёдорович
Никола́й Фёдорович Эгерштро́м (1831—1916) — военный деятель, генерал от артиллерии (14 мая 1896).

## Биография
Окончил 1-й Московский кадетский корпус и офицерские классы Михайловского артиллерийского училища (1850) с отличием. Участник подавления Венгерской революции 1848—1849 годов.
С 13 июня 1848 в чине прапорщика служил в 1-й артиллерийской бригаде; одновременно репетитор Михайловского артиллерийского училища. Преподавал артиллерию в Пажеском корпусе (1853 года), школе юнкеров и подпрапорщиков (1854 года), Николаевской академии Генерального штаба (до 1887 года), а также цесаревичу Николаю Александровичу (с 1859 года), великим князьям Александру и Владимиру Александровичам (с 1860 года), Николаю (с 1861 года) и Евгению (с 1864 года) Максимилиановичам Романовским, герцогам Лейхтенбергским.
Во время Крымской войны 1853—1856 годов — в Кронштадте, командовал батареей № 2, в 1855 году был в сражении под Трапезундом. В 1856—1858 годах находился в заграничной командировке.
С 28 января 1865 год профессор, с 14 марта 1877 заслуженный профессор, затем член конференции Михайловской артиллерийской академии. С 1881 генерал-лейтенант.
С 1887 года действительный член, затем председатель IV (военно-морского) отдела Русского технического общества; с 1893 года товарищ председателя того же общества.
В 1892 году организовал 1-ю Всероссийскую пожарную выставку в Петербурге.
Впоследствии — совещательный член оружейного отдела Артиллерийского комитета Главного Артиллерийского управления. Составил записки по артиллерии; неоднократно публиковался в «Артиллерийском журнале», «Русском инвалиде», и «Пожарном деле».
Похоронен в селе Топольском, Тверской губернии.

## Награды
- Орден Святого Станислава 3-й степени (1856)[2]
- Орден Святой Анны 3-й степени (1860)[2]
- Орден Святого Станислава 2-й степени (1862); императорская корона к ордену (1865)[2]
- Орден Святой Анны 2-й степени (1868)[2]
- Орден Святого Владимира 3-й степени (1870)[2]
- Орден Святого Станислава 1-й степени (1873)[2]
- Орден Святой Анны 1-й степени (1876)[2]
- Орден Святого Владимира 2-й степени (1879)[2]
- Орден Белого орла (1886)[2]
- Знак отличия за XL лет беспорочной службы (1889)[2]
- Орден Святого Александра Невского (1898)[2]
- Знак отличия за L лет беспорочной службы (1899)[2]

## Сочинения
- Воспоминания о море
- Краткая история артиллерии и ручного оружия
- Из истории великих открытий и изобретений : Об изобретении пороха и огнестрельного оружия Санкт-Петербург : тип. бр. Пантелеевых, 1875